# Nation Micmac de Gespeg
Bei der Nation Micmac de Gespeg handelt es sich um eine der First Nations oder Premières Nations der kanadischen Provinz Québec. Sie gehören zu den Mi’kmaq, einer indianischen Gruppe im Nordosten der USA und im Südosten Kanadas. Auf der Gaspé-Halbinsel leben sie spätestens seit dem 16. Jahrhundert, ihre Missionierung erfolgte am Ende des dritten Viertels des 17. Jahrhunderts durch Franziskaner-Rekollekten. Sie erhielten kein Reservat und leben daher in Montréal und Gespeg. Als Angehörige des Stammes erkennt das zuständige Ministerium knapp 530 Menschen an. Die Mi’kmaq nennen ihr traditionelles Territorium Mi’gma’gi, die Gespeg lebten im siebenten Distrikt, der den Namen Gespegeoag trägt.

## Geschichte

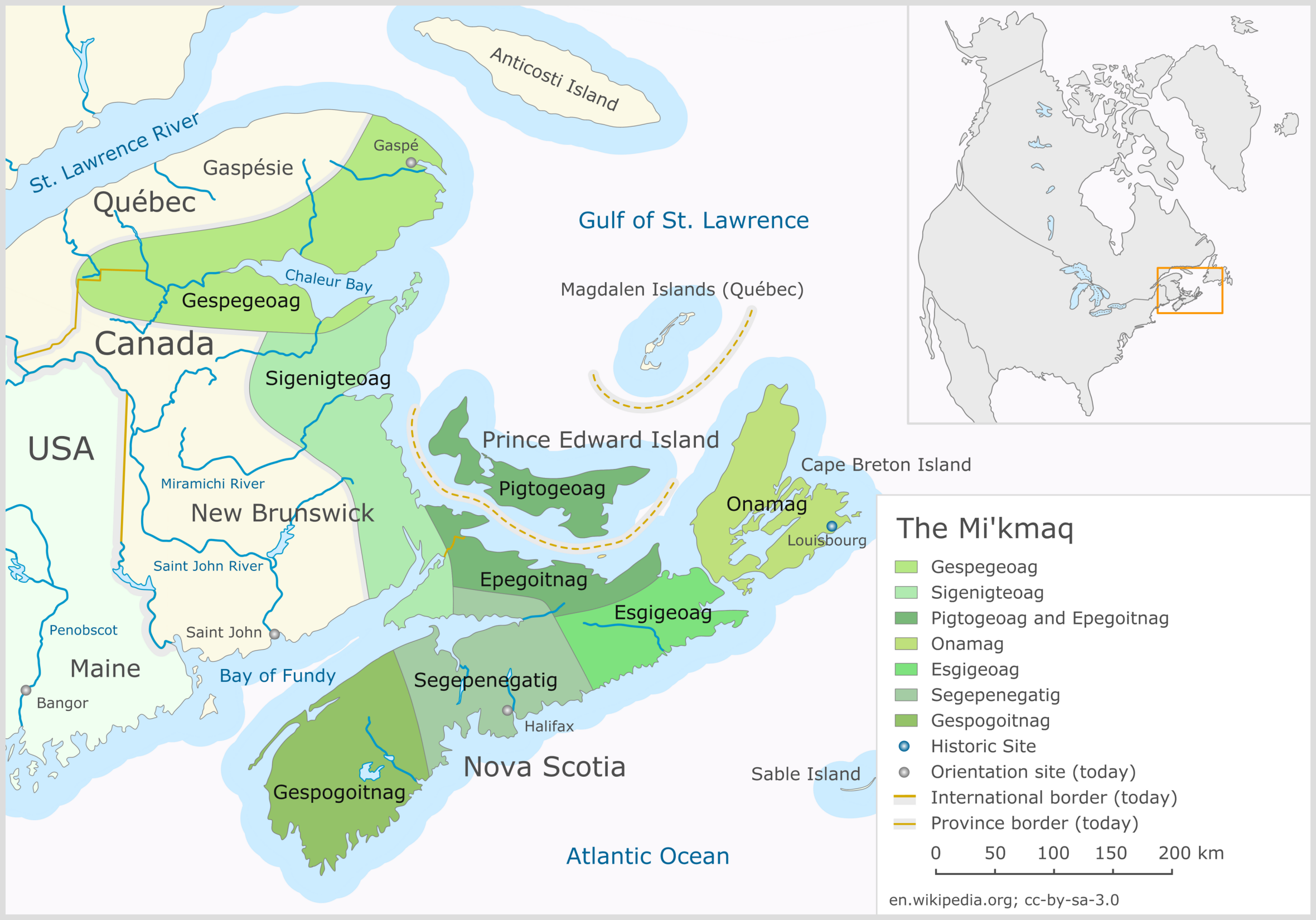
Die sieben Distrikte der Mi’kmaq

Die Mi’kmaq von Gespeg siedelten sich im 16. Jahrhundert im Osten der Gaspé-Halbinsel am Sankt-Lorenz-Golf an. Sie waren eine der drei Mi’kmaq-Gruppen in der Region. Zu ihren Grundlebensmitteln gehörten der Atlantische Lachs, Hummer, Garnelen.

### Mission durch Rekollekten
Um 1675 standen die Einwohner des Dorfes Gespeg bereits seit mehreren Jahrzehnten mit den Franzosen der Region in Kontakt. Um diese Zeit begann der Rekollektenpriester Chrestien Le Clercq (1655 – nach 1700) aus Flandern bei den örtlichen Mi’kmaq zu missionieren. Zwar war er wenig erfolgreich, doch hinterließ er eine Beschreibung der Verhältnisse, die er angetroffen hatte.
1675 wurde er für die Mission in Kanada bestimmt. Aus seinem wahrscheinlichen Geburtsort Bapaume begleitete ihn Emmanuel Jumeau. Am 27. Oktober erreichte er Percé auf der Gaspé-Halbinsel. Dort hatten 1672 Hilarion Guénin und Exupère Dethunes mit der Mission begonnen. Le Clercq ging zu den Mi’kmaq, die er „Gaspésiens“ nannte. Er hatte ihre Sprache nur ein wenig gelernt, war aber schon bald in der Lage, ein Wörterbuch zu verfassen, das spätere Missionare unterstützen sollte. Er ging 1676 zu den Mi’kmaq von Restigouche, dann nach Nipisiguit (Bathurst (New Brunswick)|Bathurst). Anfang 1677 ging er nach Miramichi nahe Chatham. Dabei wäre er beinahe verhungert und erfroren, hätten ihn nicht Mi’kmaq gerettet, die Kreuze auf ihrer Kleidung trugen, eine Erscheinung, über die die Rekollekten verschiedene Mutmaßungen anstellten. Le Clercq nannte sie einfach ‚Porte-Croix‘ (‚Kreuzträger‘) – nach heutiger Kenntnis wohl eher ein Totemvogel mit gespreizten Flügeln. 1678 bis 1680 verließ er die Mi’kmaq wegen einer Sinnkrise, kehrte dann aber zurück – allerdings durfte er fortan den Winter in Québec verbringen. 1681 kehrte er zeitweise nach Frankreich zurück, wurde Priester bei Gouverneur Buade de Frontenac. Wohl erst 1682 war er wieder bei den Mi’kmaq, 1686 verließ er sie endgültig.
1691 wurde sein Bericht Nouvelle Relation de la Gaspésie in Paris veröffentlicht, erneut 1692 in Lyon. Sein Orden hatte bereits 1615 den Grundsatz eingeführt, dass die Priester ausführlich berichten sollten; diesem Beispiel folgten später die Jesuiten. Der Bericht ist ausschließlich den Mi’kmaq der Gaspésie gewidmet, eine Bezeichnung, die er erstmals einführte. Darin behandelt er den Ursprung der Mi’kmaq, dann Geburt, Kleidung und Schmuck, Wohnung, Ernährung, Sprache und Religion, Glauben und Aberglauben, Herrschaft, Regeln und Gesetze, Ehe, Krieg, Jagd, Feiern und Tänze, Krankheiten und Sterben.
Sein zweites Werk trug 1691 den Titel Premier établissement de la foy dans la Nouvelle-France, im selben Jahr erschien es unter Établissement de la Foy, schließlich hieß es in einer neuen Auflage des folgenden Jahres Histoire des colonies francaises.

### Anerkennung als Indianerstamm, Reservatsfrage
2008 war Linda Jean Simon Häuptling des 1972 vom Department of Aboriginal Affairs and Northern Development anerkannten Indianerstammes; ihr folgte 2011 Claude Jeannotte im Amt. Dem Stamm steht kein Territorium zur Verfügung, so dass rund drei Fünftel der Angehörigen in Gespeg, zwei Fünftel in Montréal leben. Das Ministerium erkannte im Oktober 2011 genau 527 Menschen als Angehörige der Nation Micmac de Gespeg an. 2013 waren es 808. Im Juli 2014 waren 708 Menschen als Angehörige der First Nation anerkannt.
Die Geschichte der Missionierung durch Le Clercq ab 1675 war Anlass für den Versuch, in einem Museum, der Site d’interprétation de la culture Micmac de Gespeg, den seinerzeitigen Lebensstil darzubieten.

## Quelle
- Chrestien Le Clercq: Nouvelle relation de la Gaspésie, Paris 1791.